# Pehendorf
Pehendorf ist eine Ortschaft und eine Katastralgemeinde der Gemeinde Rappottenstein im Bezirk Zwettl in Niederösterreich. Die Ortschaft hat 133 Einwohner (Stand 1. Jänner 2024). Bis Ende 1966 war Pehendorf eine eigenständige Gemeinde.

## Geschichte
Der Ort wurde 1321 zum ersten Mal schriftlich als Pehaimsdorf erwähnt, der Name bezieht sich auf ein von oder gegen Böhmen gegründetes Dorf.
Im Jahr 1822 wurde der Ort als Dorf mit 24 Häusern genannt, das nach Rappottenstein eingepfarrt war, wohin auch die Kinder eingeschult wurden. Die Herrschaft Rappottenstein besaß die Ortsobrigkeit, übte die Landgerichtsbarkeit aus, besorgte die Konskription und hatte die Grundherrschaft inne.
Mit der Aufhebung der Grundherrschaften wurde der Ort 1849 eine eigenständige Gemeinde, zu dieser zählten auch noch die Katastralgemeinden Hausbach und Neustift sowie das Dorf Pirkenreith.
1824 wurde im Ort eine Schule eingerichtet, diese dann als Volksschule genutzte Bildungseinrichtung wurde auf Grund sinkender Schülerzahlen 1972 geschlossen.
Laut Adressbuch von Österreich waren im Jahr 1938 in der Ortsgemeinde Pehendorf ein Eier- und Butterhändler, ein Gastwirt, ein Gemischtwarenhändler, ein Schmied, drei Schneiderinnen, ein Schuster, ein Stechviehhändler, ein Tischler, ein Wagner und mehrere Landwirte ansässig. Weiters gab es außerhalb zwei Ziegeleien.
1902 wurde im Ort die Freiwillige Feuerwehr gegründet, 1949/50 wurde der Ort elektrifiziert, 1955 wurde eine Ortsbeleuchtung installiert. 2006 erfolgte dann die Errichtung der Kanalisation samt Kläranlage.
Am 1. Jänner 1967 wurde die bis dahin selbständige Gemeinde nach Rappottenstein eingemeindet, bis zum 1. Jänner 1971 trug der Ort dann auch den Namen Rappottenstein-Pehendorf. Am 1. Januar 1970 kamen auch noch die bis dahin zur Ortsgemeinde Pretrobruck gehörenden Dörfer Aggsbach und Arnreith zum Katastralgemeindegebiet.

## Siedlungsentwicklung
Zum Jahreswechsel 1979/1980 befanden sich in der Katastralgemeinde Pehendorf insgesamt 96 Bauflächen mit 35.047 m² und 24 Gärten auf 5.038 m², 1989/1990 gab es 95 Bauflächen. 1999/2000 war die Zahl der Bauflächen auf 221 angewachsen und 2009/2010 bestanden 158 Gebäude auf 233 Bauflächen.

## Bodennutzung
Die Katastralgemeinde ist landwirtschaftlich geprägt. 515 Hektar wurden zum Jahreswechsel 1979/1980 landwirtschaftlich genutzt und 403 Hektar waren forstwirtschaftlich geführte Waldflächen. 1999/2000 wurde auf 477 Hektar Landwirtschaft betrieben und 436 Hektar waren als forstwirtschaftlich genutzte Flächen ausgewiesen. Ende 2018 waren 437 Hektar als landwirtschaftliche Flächen genutzt und Forstwirtschaft wurde auf 454 Hektar betrieben. Die durchschnittliche Bodenklimazahl von Pehendorf beträgt 16,8 (Stand 2010).